# I'm on My Way (film)
I'm on My Way è un cortometraggio muto del 1919. Non si conosce il nome del regista del film che, di genere comico, era interpretato da Harold Lloyd, Snub Pollard, Bebe Daniels.

## Trama
Nel giorno del proprio matrimonio, il ragazzo è vessato dalla futura sposa, in primo luogo perché è arrivato con 1 minuto e 4 secondi di ritardo al loro appuntamento davanti ad un negozio, e poi perché è costretto a portare a casa di lei una quantità esagerata di scatole e pacchetti (nell'occasione il ragazzo si fa aiutare da un passante – senza che quest'ultimo lo voglia).
Giunti da lei, mentre la futura sposa rientra in casa per cambiarsi d'abito, il ragazzo è intrattenuto da un vicino di casa, ansioso di presentargli la sua numerosa famiglia, composta, oltre che dalla moglie, di svariati figli di diversa età e taglia. Moglie e figli che lo coinvolgono in situazioni spiacevoli – in particolare per lui, che appare così composto e distinto nel suo frac e cappello a cilindro -: dal giocare a baseball in salotto (viene colpito da una scopa usata come mazza), all'impiastricciarsi all'inverosimile con acqua e farina, all'essere esposto a strazianti cacofonie durante le prove musicali con ulteriori vicini, per finire coll'essere preso a schiaffi nel bel mezzo di una lite fra il vicino e la moglie.
Il ragazzo ha quindi delle premonizioni di quanto potrebbe essere (negativa) l'avventura coniugale che si accinge a compiere. Si sottrae alle angherie della famiglia del vicino uscendo dalla finestra. Fuori incontra la sua (ex-) promessa sposa, e, prima di allontanarsi, rinuncia al matrimonio, dicendole: "Non suoneranno le campane nuziali per me: sono guarito!"

## Distribuzione
Distribuito dalla Pathé Exchange, il film - un cortometraggio in una bobina - uscì nelle sale statunitensi il 9 marzo 1919. Il 19 novembre 1922, ne venne fatta - sempre per il mercato americano - una riedizione.
In Francia, con il titolo Le Mariage, il n'y a que ça, il film fu distribuito dalla Pathé Frères il 5 dicembre 1919.
Copie della pellicola sono conservate negli archivi del Museum of Modern Art, nella Blackhawk Films collection del Film Preservation Associates e in collezioni private.